# Vápeník (okres Svidník)
Vápeník je obec v okrese Svidník na Slovensku, v severní příhraniční části Nízkých Beskyd. V obci je řeckokatolický chrám Ochrany Přesvaté Bohorodičky z roku 1888. V blízkosti obce se nachází minerální pramen Pomirky.

## Vývoj názvu obce
- 1600 – Vapene Uiszeswidnicze, Vapene Certhakechkouech
- 1618 – Also Wapennik, Kuchtocz alias Felső Wapennik
- 1773 – Vappenik, Wappenik
- 1786 – Wapenik
- 1808 - Vapenyik, Wápeník
- 1863–1882, 1898–1902 → Vapenik
- 1888–1895 → Vapenyik
- 1907–1913 → Mészegető
- 1920 – Vápeník

## Historie
V zachovaných historických dokumentech Makovického panství jsou údaje, že v letech 1573 až 1598 vznikly na území dnešního katastru obce dvě menší osady, které byly pojmenovány jako Vápené při Kečkovcích a Vápené při Svidničce. Patřili panství Makovica. V letech 1713 až 1714 se útěky poddaných z obce v důsledku tíživé hospodářské situace obec téměř vylidnila. V roce 1787 obec měla 26 domů a 159 obyvatel, v roce 1828 měla 26 domů a 208 obyvatel.
Obyvatelé se v důsledku přírodních podmínek a ekonomických možností zpravidla zabývali zemědělstvím. Kromě sezónních zemědělských prací se muži zabývali kolařstvím, truhlářstvím a chovem ovcí.V polovině 19. století se značná část obyvatel vystěhovala.
Život obce poznamenaly dvě světové války, kdy v tomto regionu byly vedeny vojenské operace. Za první republiky část obyvatelstva pracovala v lesích. V osvobozovacích bojích na podzim roku 1944 byla obec zcela zničena a po osvobození (V lednu 1945) obnovena. Válečné události připomíná památník – tank T-34 na betonovém podstavci před obcí.